# X Games Austin 2015
La XXV edición de los X Games se celebró en Austin (Estados Unidos) entre el 4 y el 7 de junio de 2015 bajo la organización de la empresa de televisión ESPN.
Se disputaron pruebas de ciclismo BMX y skateboard.

## Medallistas de ciclismo BMX

### Masculino
| Evento  | Oro                               | Plata                         | Bronce                        |
| ------- | --------------------------------- | ----------------------------- | ----------------------------- |
| Parque  | Daniel Sandoval Estados Unidos    | Dennis Enarson Estados Unidos | Scotty Cranmer Estados Unidos |
| Vert    | Vince Byron Australia             | Jamie Bestwick Reino Unido    | Simon Tabron Reino Unido      |
| Dirt    | Kyle Baldock Australia            | Mike Clark Estados Unidos     | Chris Doyle Estados Unidos    |
| Big air | Colton Satterfield Estados Unidos | Morgan Wade Estados Unidos    | Mykel Larrin Estados Unidos   |